# بورلی بیچ (فلوریدا)
بورلی بیچ، فلوریدا (به انگلیسی: Beverly Beach) شهرکی در شهرستان فلگلر ایالت فلوریدا است که در سال ۱۹۵۵ بنیان‌گذاری شده‌است. این شهرک طبق سرشماری سال ۲۰۱۰ میلادی، ۳۳۸ نفر جمعیت داشته و مساحت آن نیز ۱٫۰ کیلومتر مربع است.